# 裸の大将 (映画)
『裸の大将』（はだかのたいしょう）は、画家の山下清をモデルに描いた1958年東宝製作映画。

## 概要

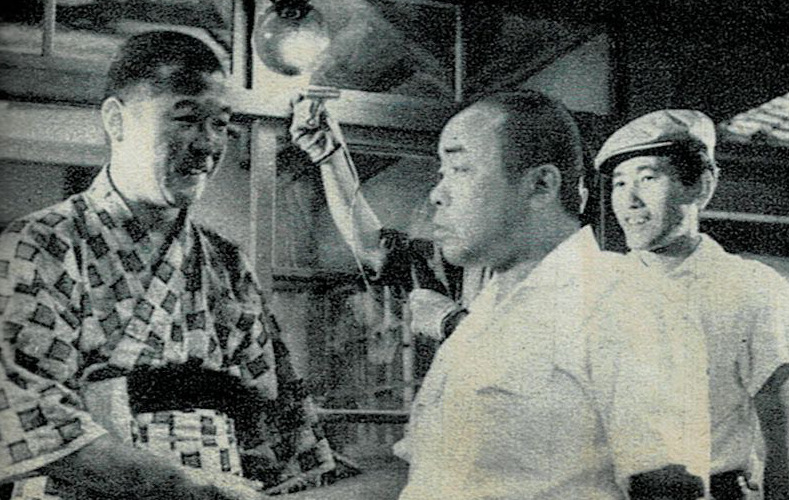
小林桂樹(左)と山下清(中央)

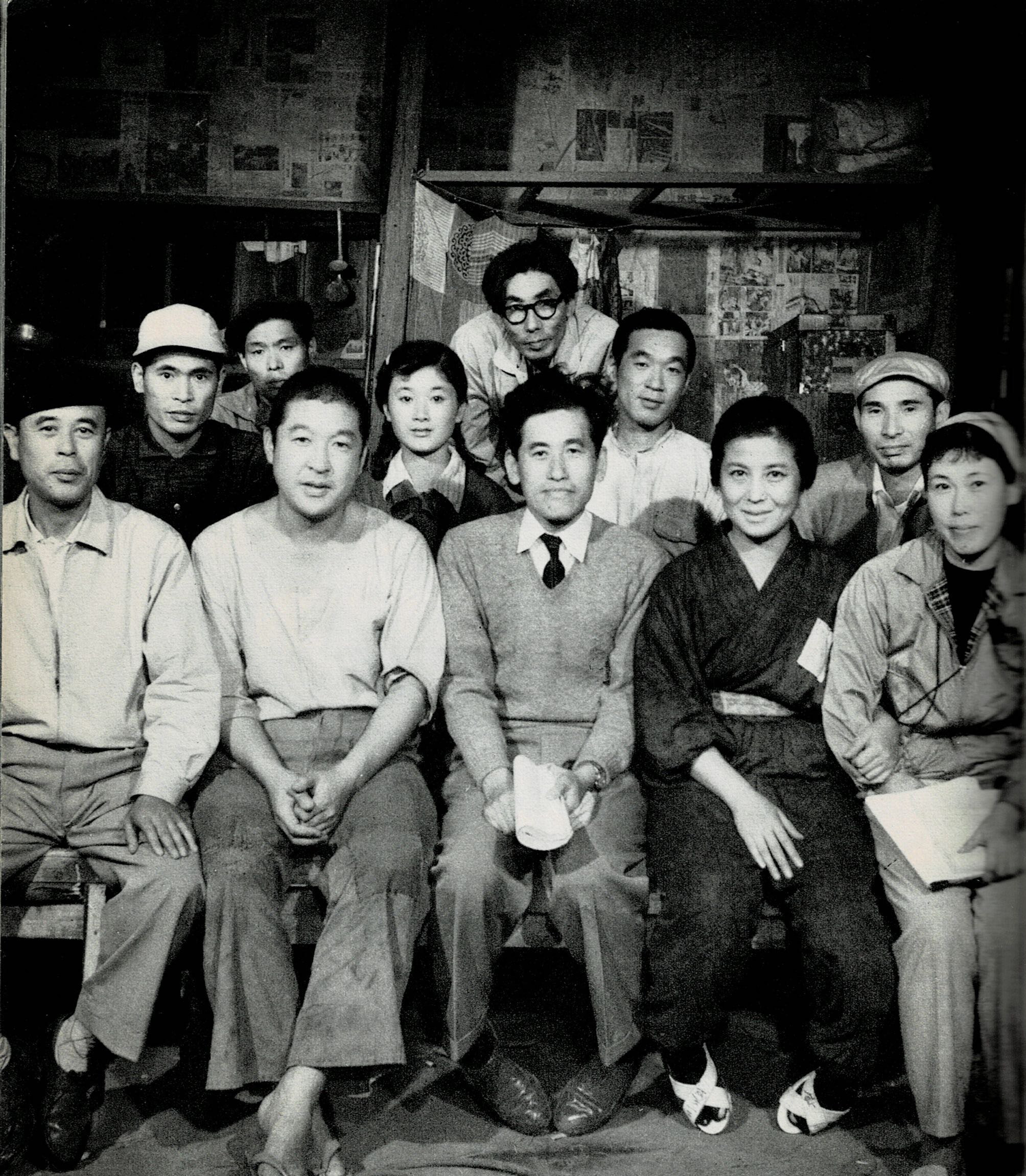
前列左から2人目より小林桂樹、堀川弘通、三益愛子

山下清生存時の1958年10月28日に封切られた。小林桂樹が山下清を演じ、毎日映画コンクール主演男優賞を受賞した。当初は成瀬巳喜男が監督する予定だったが、堀川弘通に交代した。主演の小林は演じるにあたって山下本人に直接面談、役作りのため取材した。この映画の経験から小林は『激動の昭和史 軍閥』などで実在の人物を演じるのを得意とするようになった。
またこの作品で、ハナ肇とクレージーキャッツが映画初出演した。
同時上映は、柳家金語楼芸能生活50周年記念作品『大江戸千両祭』（監督：青柳信雄）。

## 配役
以下の順番は本編クレジットに準拠。
- 山下清：小林桂樹
- バスの車掌：団令子
- けいちゃん：青山京子
- ちよちゃん：中田康子
- 山下ヤエ子：野口ふみえ
- 近所の婆さん：飯田蝶子
- 汲取屋のおばさん：沢村貞子
- 弁当屋のおばさん：三好栄子
- 清の母：三益愛子
- 魚吉の主人：加東大介
- 花火の見物人：三木のり平
- 山田巡査：市村俊幸
- さね三さん：千葉信男　※配役表には田中春男と記載
- 大佐：東野英治郎
- 中年の男：森川信
- 近所の爺さん：坂本武
- 弁当屋の主人：有島一郎
- 露天風呂の男：柳家金語楼
- 金持ちの爺さん：高堂国典
- 乞食：左卜全・荒木道子
- 五味巡査：柳谷寛
- 養護学校の先生：加藤和夫
- 真岡町の男：小杉義男
- 精神病院の患者：千石規子
- おしめちゃん：横山道代
- 魚吉のおかみさん：音羽久米子　※配役表には東郷晴子と記載
- よっちゃん：大塚国夫
- りっちゃん：堺左千夫
- 上杉さん：藤木悠
- 飯屋の主人：中村是好
- 中佐：上田吉二郎
- みね上等兵：南道郎
- 魚吉のおやじ：田武謙三
- 駅弁売り：谷晃
- まっちゃん：井上大助
- 弁当屋のおかみ：一の宮あつ子
- 気違い婆さん：賀原夏子　※配役表には長岡輝子と記載
- 農家のおばさん：本間文子
- 精神病院の用務員：水の也清美
- てっちゃん：中山豊
- 闇市の乞食：丘寵児
- ラジオを聴く老人：山田巳之助
- 精神病院の医者：沢村いき雄
- 日本新聞記者：コロムビア・トップ
- 日本新聞カメラマン：コロムビア・ライト
- 真岡町の外国人：ジョージ・ルイカー
- 京阪新聞記者：クレージィ・キャッツ
  - ハナ肇
  - 植木等
  - 谷啓
  - 犬塚弘
  - 石橋エータロー
  - 安田伸
- 駅弁売り：大村千吉
- 加藤清正：林幹　※配役表には河井坊茶と記載
- 赤ん坊をおぶったおばさん：出雲八恵子
- 園田あゆみ
- 精神病院の婦長：馬野都留子
- 野本さん：松尾文人
- ながさん：佐田豊
- 真岡町の男：有木山太、並木一路
- 巡査：内海突破

以下ノンクレジット
- 屋敷の若者：石井伊吉（毒蝮三太夫）
- バスの乗客：宇留木耕嗣、大西康雅、小野松枝、榊田敬二、鈴川二郎、橘正晃、田辺和佳子、三田照子、吉田新
- 電車の乗客：岡豊、堤康久
- 駅員、作品展の来場者、花火の見物人、真岡町の警官：松下正秀　(4役)
- よっちゃんの母：一万慈鶴恵
- 見送りの男：伊原徳
- 見送りの男、駅の男：千葉一郎　(2役)
- 魚吉の板前：今泉廉、岩本弘司
- 魚吉の女中：河美智子
- 徴兵検査の試験官：広瀬正一
- 駅の男：成田孝
- 駅の男、闇市の男：篠原正記　(2役)
- 駅の男、精神病院の患者、闇市の男、真岡町の男：安芸津広　(4役)
- 駅員：夏木順平
- 駅員、花火の見物人：桂伸夫　(2役)
- 駅に来る巡査：桜井巨郎
- 取り調べの巡査：熊谷二良
- 警察署の巡査：古田俊彦
- 精神病院の患者：光秋次郎
- 精神病院職員の五郎さん：三浦敏男
- ラジオを聴く女：小沢経子
- ラジオを聴く男：瀬良明、中島春雄、速水洸
- 闇市の男、花火の見物人：吉頂寺晃　(2役)
- 闇市の男、作品展の来場者：天見竜太郎　(2役)
- 闇市の男、真岡町の男：今井和雄、門脇三郎　(2役)
- 闇市の警官、花火の見物人、真岡町の男：加藤茂雄　(3役)
- MP：エンベル・アルテンバイ
- 作品展のスタッフ：中西英介、由起卓也
- 作品展の来場者：佐竹弘行
- 作品展の来場者、新聞記者：勝部義夫　(2役)
- 作品展の来場者、花火の見物人、新聞記者：清水良二　(3役)
- 花火の見物人：権藤幸彦
- 花火の見物人、真岡町の男：大川時生、須田準之助　(2役)
- 真岡町の男：勝本圭一郎、向井淳一郎
- 新聞記者：川村郁夫
- 町の人：藤村有弘　※配役表に記載されているが未出演

## ビデオソフト
- 2023年9月に東宝ビデオからシネスコ版のDVDが発売された。
- 1980年頃に東宝ビデオからテレビサイズのビデオソフトが、主に業務用途向けにリリースされた。
- その後、1980年代に東宝ビデオからシネスコ版のVHSが発売された。
- パイオニアからレーザーディスクも発売されている。